# استانیسلاو گروس
استانیسلاو گروس (انگلیسی: Stanislav Gross؛ ۳۰ اکتبر ۱۹۶۹ – ۱۶ آوریل ۲۰۱۵) یک سیاست‌مدار اهل جمهوری چک بود.